# نیلز آردن اوپلو
نیلز آردن اوپلو (دانمارکی: Niels Arden Oplev؛ زادهٔ ۲۶ مارس ۱۹۶۱) کارگردان فیلم، و فیلم‌نامه‌نویس اهل دانمارک است.